# Ein Kind wartet
Ein Kind wartet ist ein US-amerikanischer Spielfilm aus dem Jahr 1963.

## Handlung
Dr. Matthew Clark leitet eine staatliche Anstalt für geistig zurückgebliebene Kinder. Jean Hansen ist eine ehemalige Musiklehrerin, die ihrem Leben einen neuen Sinn geben möchte. Sie fängt als neue Mitarbeiterin bei Dr. Clark an. Jean ist es nicht gewohnt, mit schwierigen Kindern zu arbeiten und kann die strengen Methoden von Dr. Clark nicht nachvollziehen. Sie empfindet Mitleid mit den Kindern und möchte ihnen mit Liebe und Zuneigung behutsam begegnen. Besonders der 12-jährige Reuben Widdicombe hat es ihr angetan. Der Junge ist von den geschiedenen Eltern in das Heim gegeben worden. Er ist verschlossen und folgt keinerlei Anweisungen. Jean möchte die Eltern ins Heim holen, um den Jungen zu öffnen. Dr. Clark ist jedoch der Meinung, dass dies dem Kind schaden würde. Dennoch reist Mrs. Widdicombe an. In einem Gespräch mit Dr. Clark kommt sie jedoch mit ihm überein, dass eine Begegnung nicht in Frage kommt. Mrs. Widdicombe reist wieder ab, ohne den Jungen getroffen zu haben. Reuben jedoch hat seine Mutter erblickt und läuft dem abfahrenden Auto nach. Kurz darauf flieht Reuben aus der Anstalt. Dr. Clark bringt ihn einen Tag später wieder zurück. Jean weiß, dass sie am nervlichen Zusammenbruch des Jungen nicht unschuldig ist. Sie reicht Dr. Clark ihre Kündigung ein. Dr. Clark kann sie jedoch zum Bleiben überreden. Für das Erntedankfest soll sie mit den Kindern eine Vorführung einüben. Auch Reuben nimmt daran teil und öffnet sich plötzlich. Am Tag der Aufführung kommt Reubens Vater, um den Sohn aus der Anstalt zu nehmen und auf eine Privatschule zu schicken. Als er jedoch Reubens Gedichtvortrag hört und die Anerkennung des Publikums erfährt, weiß er, dass sein Sohn am richtigen Platze ist.

## Kritiken
„Ein fast dokumentarischer, trotz mancher Sentimentalitäten fesselnder Film, der hervorhebt, wie wichtig die Einstellung der Umwelt in solchen Fällen ist – ein Plädoyer für Verständnis und Hilfsbereitschaft gegenüber geistig Behinderten.“